# 中国国民党中央监察委员会
中国国民党中央监察委员会是中国国民党最高监察机构。

## 历史

### 第一届中央监察委员会
据1924年1月中国国民党第一次全国代表大会通过的《中国国民党章程》规定设立。职掌为：
稽核中央执行委员会的财政收支；
- 审查党务执行情况；
- 考察中央各部机关人员的表现；
- 根据党纪，决定各级党部或党员的纪律处分；
- 训令下级党部审核财政与党务；
- 稽核在中央政府任职的党员，其施政方针及政绩是否根据本党政纲及本党规定的政策等等。

由全国代表大会选举产生监察委员和候补监察委员若干人。以监察委员互选常务委员若干人，组成中央监察委员会常务委员会，在中央执行委员会所在地行使职务。
中央监察委员
- 邓泽如（1863-1934，广东新会），大元帅府大本营参议
- 吴稚晖（1865-1953，江苏武进），里昂中法大学校长
- 李石曾（1881-1973，河北高阳），里昂中法大学董事长
- 张继（1882-1947，河北沧县），北京支部支部长
- 谢持（1876-1939，四川富顺），大元帅府大本营参议

候补中央监察委员
- 蔡元培（1868-1940，浙江绍兴），在国外考察教育
- 许崇智（1887-1963，广东番禺），建国粤军总司令兼滇粤桂联军前敌副指挥
- 刘震寰（1890-1972，广西马平），广西绥靖处督办西路讨贼军桂军总司令
- 樊钟秀（1888-1930，河南宝丰），豫军第五混成旅旅长
- 杨庶堪（1881-1942，四川巴县），大元帅府秘书长

1924年2月中央监察委员会第三次会议决定：邓泽如担任中央监察委员会常务委员处理日常事务。
第一届中央监察委员会10人均为反对容共的国民党右派元老。1924年6月18日，谢持、张继、邓泽如发起《弹劾共产党案》（“党团案”），声称共产党员和青年团员加入国民党“确于本党之生存发展有重大妨害”，“不宜党中有党”。未获得孙中山支持。1924年8月，张继等又抛出《护党宣言》，公开反对“反帝反军阀”的政治纲领。

### 第二届中央监察委员会
1926年1月中国国民党第二次全国代表大会选出：
中央监察委员会常务委员：张静江、高语罕、邓泽如、古应芬、陈璧君
中央监察委员
- 吴稚晖（1865-1953 江苏武进），上海国语师范学校校长
- 张静江（1877-1950 浙江吴兴），
- 蔡元培（1868-1940 浙江绍兴），在德国汉堡大学研究民族学
- 古应芬（1873-1931 广东番禺），财政部部长兼广东省财政厅厅长
- 王宠惠（1881-1958 广东东莞），司法总长
- 李石曾（1881-1973 河北高阳），北京故宫博物院主任
- 柳亚子（1887-1958 江苏吴江），江苏省党部常委兼组织部部长
- 邵力子（1882-1966 浙江绍兴），中共党员、黄埔军校政治部主任
- 高语罕（1888-1948 安徽寿县）， 中共党员、黄埔军校政治总教官
- 陈果夫（1892-1951 浙江吴兴），中央组织部部长
- 陈璧君（1890-1959 广东新会）
- 邓泽如（1869-1934 广东新会），中央监察委员会常委

候补中央监察委员
- 黄绍竑（1895-1966，广西容县），军委会委员、广西省政府主席兼第七军党代表
- 李宗仁（1891-1969 广西临桂），第七军军长
- 江浩（1880-1931 河北玉田），中共党员 中共天津地委委员
- 郭春涛（1895-1950 湖南酃县），第二集团军政治部主任
- 李福林（1874-1952 广东番禺），第五军军长
- 潘云超（1882-？，北京通县），湖北省特别委员会委员
- 邓懋修（1872-1932 四川巴县），四川省党部执行委员
- 谢晋（1883-1956 湖南衡南），北伐军总司令部总务处处长

1927年3月21日张静江从南昌到杭州，当晚约邵元冲、蔡元培等人谈话。张静江通报了蒋介石认可南昌会议并且纵容部下在江西省各地夺权，进而表示：“介石对于与共产党分离事已具决心，南京定后，即当来宁共商应付。”22日，获悉国民革命军已进占上海，张静江、蔡元培、蒋梦麟、邵元冲、马叙伦等人即同车赴上海。3月25日上午，张静江约李石曾、吴稚晖一起到在上海的国民革命军前敌总指挥部会见白崇禧、潘宜之（东路军总指挥部秘书长兼办公厅主任）等驻上海的国民革命军高级将领，“共商应付党务事宜”。吴稚晖表示“非分裂不可”，李石曾的态度 “亦激昂”。3月27日，众人一起迁入在丰林桥的蒋中正总部行营，和蒋介石“开会讨论与共产党分裂之办法”。在讨论中，吴稚晖主张以中央监察委员会名义提出《弹劾共产党员及跨党分子谋危本党、动摇后方及卖国之行为案》，“然后再由监察委员会召集中央执行委员之非附逆者开会商量以后办法，而开除及监视一切附逆及跨党之首要等，听候代表大会裁判云云。”由于通过公开宣布清除共产党来否定武汉中央的权威，会涉及与苏联特别是苏联军事顾问的关系问题，所以蒋介石一时犹豫，邵元冲日记载，3月27日的会商没有决定任何具体办法。3月28日“继续讨论”，但由于北伐军东路军总指挥何应钦、北伐军江右军总指挥程潜等人都没到，还需等江左军总指挥李宗仁、政治部主任黄绍竑、总参谋长李济深到后，才可以决定开展分裂的可能程度，所以3月28日的会议仍没形成结论。3月29日，何应钦、程潜、古应芬等人到会，但是程潜态度摇摆，会议未形成结论。3月30日休会。4月1日，李济深等人到会，支持分裂，“惟同时得朱益之（培德）致介石函，劝介石一切慎重以退为进等语，介石又为踌躇。”邵元冲日记记载：“连日工人纠察队等以武力猛扑租界等消息日剧，而当局者总迟日无所表示，疑事无成。”4月1日，汪精卫从海外回到上海。4月2日，众人与汪精卫座谈一天，告之武汉方面近来所为，尤其是中国共产党控制上海工人武装纠察队，随时可仿效武汉、九江发生的以武力收回租界，引起列强干涉。4月3日，蒋介石、汪精卫、吴稚晖、李济深、蔡元培等人商谈，结果连态度最激烈的吴稚晖也转而赞成汪精卫的意见，盼汪精卫出面请武汉方面国民党中央执行委员来南京商讨妥协方法。蒋介石当天日记称：“稚老甚愤激，谈言甚多，然其结果，乃欲与共党暂时妥协，惟请在武汉中央委员回南京来耳。”4月4日晨，不知何处消息说，武汉方面已免蒋介石国民革命军总司令职。蒋介石等众人一早便到汪精卫住处，众人斥责鲍罗廷及共产党。经众人推举，吴稚晖“始言此次监察委员会提出对共产党之弹劾案”，且表明依该方案对共产党人“必将采断然之处置”，对武汉方面因要保密“故只系通知而非商榷”，准备对武汉方面全面破裂。4月4日午后1时，蒋中正等人离开汪精卫住处后，汪精卫随即找到陈独秀，说明了蒋中正等众人的担心。当时共产党早有共产国际的指示，所以陈独秀表示绝无其事。汪精卫、陈独秀起草了《汪精卫陈独秀联合宣言》，陈独秀代表共产党宣布：“赞同国民政府不以武力收回上海租界的政策，亦赞同以阶级合作政策组建上海市政府”；汪精卫代表国民党宣布：“所谓国民党将驱逐共产党，压迫工会与工人纠察队云云，均系谣言。”宣言当天送报，4月5日早晨刊出。蒋介石、吴稚晖、李济深、李宗仁等人见报后纷纷指责汪精卫。吴稚晖激烈指责汪精卫在宣言中用“联共政策”、“两党合作”两词，表示“‘联共’二字，本不见条文，我们国民党之条文上，止有容纳共产党员入国民党而已。”依《总理遗嘱》“止有老实不客气说，治理中国只有国民党，没有联了共产党来共治的可能。”若共产党想共治或独治，国民党自然不得不予“相当之制止”。4月6日，汪精卫不告而别，离开上海赴武汉。行前汪精卫有信给张静江，表示唯有在南京召开国民党二届四中全会解决纠纷，实无其他出路，所以决定赴武汉争取武汉多数同志同意。邵元冲等人以为蒋介石“关于党务事犹有所犹豫”，所以都以为原计划搁浅，4月7日邵元冲“与孑民、湘芹、稚晖、石曾、梦麟、夷初等共同迁出外间”，离开了丰林桥的蒋介石总部行营。为防止汪精卫影响国民党各级党部及党员，蒋中正将汪精卫提的三条改成四条，于4月8日由上海《民国日报》等报纸刊登了《国民党连日会议党务之要点》报道：
汪精卫、蒋介石、李济深、李宗仁、黄绍竑、甘乃光、柏文蔚、白崇禧、宋子文、蔡孑民、古应芬、李石曾、吴稚晖等十余人，讨论近日国民党被人把持情形。所有汉口之命令，上海及各地之行动，均极颠倒离奇，各有建议。最后乃共依汪精卫氏之主张，暂时容忍，出于和平解决之途。其主张办法，即于四月十五日召集中央全体执行监察委员联席会议于南京，以求解决。在未开会以前，汪精卫氏赞成暂时应急之法数条如下：
- （一）汪精卫负责通知中国共产党首领陈独秀，立即制止国民政府统治下之各地共产党员，应即于开会讨论之前暂时停止一切活动，听候开会解决。
- （二）对中央党部及国民政府迁鄂后，因被操纵所发命令，不能健全，如有认为妨害党国前途者，于汪同志所拟召集之会议未解决以前，不接受此项命令。
- （三）现在各军队及各省之党部团体机关，认为有在内阴谋捣乱者，于汪同志所拟召集之会议未解决以前，在军队应由各军最高长官饬属暂时取缔；在各党部各团体各机关，亦由主要负责人暂时制裁。
- （四）凡工会纠察队等武装团体，应归总司令部指挥，否则认其为对政府之阴谋团体，不准存在。

4月9日，中国国民党中央监察委员蔡元培、吳稚暉、李石曾、張靜江、古应芬、陳果夫、黃紹竑、邓泽如等发出3000余字的“护党救国”联名通电，痛斥联共政策的种种荒谬，严词指责工农运动，号召“全体同志念党国之危机，凛丧亡之无日，披发缨冠，共图匡济；扶危定倾，端视此举”，举发中国共产党破坏革命，危害国本之逆谋，决议非常紧急处置案。4月12日，蒋介石在上海发动四一二事变，大杀共产党和拥共的工会工人，“清党”运动正式开始。为使清党行动程序合法化，急需中央监察委员会追补出弹劾共产党决议案。4月13日，国民党中央监察委员会开会，在沪的监察委员数易其稿，追补了弹劾程序上需要的会议录及文件：以3月28日为第一讨论时间——吴稚晖、张静江、李石曾、蔡元培、古应芬等人在上海召开中央监察委员会第三次全会，决定开展“护党救国运动”；4月2日为中央监察委员会第三次全会正式作出决议时间；为弥补4月2日中央监察委员会做出决议后10天以上不发布的问题，拟了一4月5日“会议录”。这些材料在4月14日补齐，蒋介石当日把监察委员会举发咨文以及吴稚晖举发呈文转发给李济深，询问李济深是否可与蒋介石联署复电拥护。蒋介石于4月14日命令将中央监察委员会咨文及呈文分发报馆准备发表。1927年4月16日南京国民政府（实际上4月18日成立）、中央监察委员会明令通缉国民党左派、共产党和其他著名活动家197人：

鮑羅廷 陳獨秀 譚平山 林祖涵 于樹德 吳玉章 楊匏安 惲代英  毛澤東  許郠魂

夏  曦 韓麟符 董用威 鄧穎超 羅亦農 高語罕 江  浩  劉  芬 鄧中夏 許白昊

林育南 李漢俊 羅章龍 李碩勛 李囯瑄(李国碹） 李國珍 王基永 易禮容 戴曉雲（戴述人） 郭亮  

譚影竹 熊亨瀚 李榮植 李立三 劉少奇 凌  炳 羅馭雄 范鴻勂 范鴻勛 張國燾

趙  幹 蔡和森 方志敏 彭述之 王景雲 李伯雲(应为李伯之，李震瀛) 汪壽華 侯紹裘 沈雁冰 瞿秋白

施存統 張泰来 林  钧 何  洛 張曙時 高爾柏 高爾松 王守谦  林剑臣 朱義權

劉端周 金澤宏 史鹏展 劉荣簡 丁曉先 蘇兆徵 陳其瑷 周恩來 彭  湃 羅綺園

馮菊坡 彭漢垣 阮啸仙 譚植棠 楊章甫 江董琴 胡公冕 宣中華 楊賢江 潘楓涂

門啓衷 丁濟美 楊之華 余澤宏 熊  耀 潘谷公 徐  琛 蕭楚女  漆樹芬 高统勋

楊眉山 王貫三 汪志青 徐白民 黄  胤 唐公憲 胡淺因 宋敬卿 黃司葵 趙世炎

劉清揚 夏秀峯 何孟雄 于國禎 江少懷 郭沫若 韓寳華 查人偉 于方舟 查猛濟

宋云肜 郑恻尘 黄侠生 劉爾崧 李花白 陆  沉 李汨之 王  鲲  许广武 华  翀

王松寿 邱学训 宓维琮 马东林 裘  英 梁子光 陈  東 孙炳文  王  平 顾顺章

章郁菴 王根英 徐  偉 王承緯 戴卓民 朱英如 王亞章 龍大道 钱介盟  耿  舟

李春涛 鲍慧僧 黎樾庭 宛希儼 彭澤湘 楊石魂 張餘生 陳  良 孔偉虎  林  錚

趙济猛 張德钟 李俠公 嚴紹彭 王若飛 謝强生 江佑群 周逸群 洪振九 張秋人

劉一清 孫靖華 周邦彩 金家濟 林平海 孫道濟 莊勁秋 戴國鹏 蘇眉如 何葆楨

陳國詠 王競天 杨闇公 劉伯承 李筮乘 陈達三 季外方 季達方 陳志益 张國思 

劉季良 罗贡华 鄧希禹 徐  謙 鄧演達 彭澤民 詹大悲 柳亞子 章伯鈞

其中8人后被撤销通缉：

鄧懋修 謝晉 郭壽華 光明甫 陳啓修 鄧劼刚 江仕祥  梁治文 

4月17日，蒋介石奉中国国民党中央监察委员会决议，发布清党布告及通电。通电内称：

顷奉中国国民党中央监察委员会咨内开：

经四月二日全体紧急会议议决：举发共产党谋叛证据，并知照以非常紧急处置，姑将首要诸人照附来名单，及经党部举发者，就近知照公安机关，暂时分别看管监视，免予活动，致酿成不及阻止之叛乱行为，仍须和平待遇等因，准此。事关叛乱党国，自应严为防范。除呈覆遵照外，合令各军一体知照，饬属严为侦察。如有上项情事，应即依案执行，以维治安而遏乱萌。
4月18日，蒋介石等人召开中央政治会议，决定了定都南京及成立南京国民政府等法理问题，南京国民政府宣告成立。中央监察委员会举发共产党谋叛咨文进而正式发表，蒋介石等人则用国民党中央执行委员会、中央监察委员会、中央政治会议等名义通电及宣言，历数中国共产党的“罪行”，号召“文武将士革命同志及全国国民”驱除共产党分子；发表《告全体将士书》，号召国民革命军为“护党救国”而奋斗。“清党”运动在全国各省普遍展开。5月7日，以邓泽如为首的清党委员会成立，21日公布《清党条例》11条。此后，清党运动在军队、各省及海外普遍展开，彻底清洗了国民党左派与共产党。
1928年2月3日中国国民党第二届四中全会，增补中央监察委员：
- 黄绍竑（1895-1966，广西容县），军委会委员、广西省政府主席兼第七军党代表

### 第三届中央监察委员会
1929年3月中国国民党第三次全国代表大会选出：
中央监察委员
- 吴敬恒（1865-1953 江苏武进），监察院院长
- 张人杰（1877-1950 浙江吴兴），建设委员会委员长兼浙江省政府主席
- 古应芬（1873-1931 广东番禺），中央政治会议委员国民政府文官长
- 林森（1868-1943 福建闽侯），国民政府委员兼立法院副院长侨务委员会委员长
- 蔡元培（1868-1940 浙江绍兴），监察院院长
- 王宠惠（1881-1958 广东东莞），国民政府委员司法院院长
- 李煜瀛（1881-1973 河北高阳），故宫博物院院长
- 邵力子（1882-1966 浙江绍兴），总司令部秘书长
- 邓泽如（1869-1934 广东新会），国民政府委员海外部部长
- 萧佛成（1862-1940 福建闽南），暹罗总支部部长
- 张继1882-1947 河北沧县），国民政府委员司法院副院长北平政治分会主席
- 恩克巴图1888-1944 内蒙古），内蒙古党部执委

候补中央监察委员
- 褚民谊（1884-1946 浙江吴兴），教育部大学委员会委员
- 陈布雷（1890-1948 浙江慈溪），浙江省教育厅厅长
- 商震（1887-1978 浙江绍兴），山西省政府主席
- 陈嘉佑（1881-1937 湖南湘阴），第十三军军长
- 李烈钧（1882-1946 江西武宁），国民政府委员兼军委会常委
- 林云陔（1881-1948 广东信宜），广东省政府主席兼财政厅厅长
- 刘守中（1882-1941 陕西富平），国民政府委员
- 邓青阳（1884-1960 广东三水），司法部参事

1929年5月第三届中央监察委员会第一次全会通过《中央监察委员会组织法》，决定中央监察委员会常务委员会下设秘书处
- 文书科
- 稽核科
- 审查科

1930年秘书处由秘书长负责，下辖总务处、稽查处、审核处。

### 第四届中央监察委员会
1931年12月中国国民党第四次全国代表大会选出：
中央监察委员
- 邓泽如(1869-1934 广东新会)，中央监察委员会常委 国民政府委员兼海外部部长
- 萧佛成(1862-1940 福建闽侯)，西南执行总部海外党务主任和西南政务委员会常委
- 谢持(1876-1939 四川富顺)，国民政府委员
- 陈璧君(1890-1959 广东新会)，
- 王宠惠(1881-1958 广东东莞)，海牙国际法院正法官
- 吴敬恒(1865-1953 江苏武进)，中央研究院院士
- 张人杰(1877-1950 浙江吴兴)，建设委员会委员长
- 林森(1868-1943 福建闽侯)，中央政治会议委员国民政府委员兼立法院院长
- 蔡元培(1868-1940 浙江绍兴)，监察院院长
- 张继(1882-1947 河北沧县)，故宫博物院副院长
- 邵力子(1882-1966 浙江绍兴)，中国公学和复旦试验学校校长
- 李煜瀛(1881-1973 河北高阳)，故宫博物院院长
- 恩克巴图(1888-1944 )，内蒙古蒙藏委员会委员
- 褚民谊(1884-1946 浙江吴兴)，上海医师公众执行监察委员
- 柳亚子(1887-1958 江苏吴江)，国难救护队副主席兼经济部部长
- 张学良(1900-2001 辽宁海城)，北平绥靖公署主任
- 杨虎(1889-1966 安徽宁国)，国民政府参军处参军
- 蒋作宾(1884-1942 湖北应城)，驻日本全权大使
- 洪陆东(1893-1976 浙江黄岩)，中央政治会议委员南京市党部执委
- 李宗仁(1890-1969 广西桂林)，第四集团军总司令
- 许崇智(1887-1965 广东番禺)，国民政府委员兼军委会常委
- 香翰屏(1890-1978 广西合浦)，第六十二师师长
- 唐绍仪(1860-1938 广东中山)，国民政府委员
- 张发奎(1895-1980 广东始兴)，第四军军长

候补中央监察委员
- 杨庶堪(1881-1942 四川巴县)，国民政府委员
- 黄绍竑(1895-1966 广西容县)，内政部部长
- 郭春涛(1895-1950 湖南酃县)，第二集团军政治部主任
- 李福林(1874-1952 广东番禺)，隐居
- 潘云超(北京通县)，国民党改组同志会总务
- 陈布雷(1890-1948 浙江慈溪)，教育部常务次长兼中央宣传部次长
- 商震(1887-1978 浙江绍兴)，国民政府委员 第三十二军军长
- 陈嘉佑(1881-1937 湖南湘阴)，第十三军军长
- 林云陔(1881-1948 广东信宜)，广东省政府主席兼建设厅厅长
- 邓青阳(1884-1960 广东三水)，司法部参事
- 林直勉(1887-1934 广东东莞)，广东省党部委员
- 黄吉宸(?-1933 )，中央海外党务委员会委员
- 缪培南(1895-1970 广东五华)，第一集团军参谋长
- 方声涛(1884-1934 福建闽侯)，福建省政府代理主席
- 李绮庵(1882-1950 广东新宁)，侨务委员会委员
- 陈中孚(1882-1958 江苏吴县)，国民政府政务委员会委员
- 邓飞黄(1895-1953 湖南桂东)，河南省党部指导委员会常委 主办河南日报
- 孙镜亚(1888-1954 江西永丰)，
- 黄少谷(1901-1996 湖南南县)，第二集团军总司令部秘书长
- 萧忠贞(1898-1943 湖南石门)，河北省党务训练所教员
- 纪亮(1891-     山西阳高)，中央党部宣传干事
- 李次温(广东梅县)，中央党部海外党务委员会委员

### 第五届中央监察委员会
1935年11月中国国民党第五次全国代表大会选举：
中央监察委员会常务委员：林森、蔡元培、吴稚晖、张继、萧佛成（电辞不就）
中央监察委员
- 林森(1868-1943 福建闽侯)，国民政府主席
- 张继(1882-1947 河北沧县)，政务院惩戒委员会委员
- 蔡元培(1868-1940 浙江绍兴)，国立中央大学校长
- 吴敬恒(1865-1953 江苏武进)，中央研究院院士
- 张靜江(1877-1950 浙江吴兴)，建设委员会委员长
- 杨虎(1889-1966 安徽宁国)，凇沪警备司令
- 邵力子(1882-1966 浙江绍兴)，陕西省政府主席
- 李宗仁(1891-1969 广西临桂)，国民政府常委军委会常委 第四集团军总司令
- 谢持(1876-1939 四川富顺)，国民政府委员
- 杨虎城(1893-1949 陕西蒲城)，西安绥靖公署主任第十七路军总指挥
- 王宠惠(1881-1958 广东东莞)，国民政府委员司法院院长
- 许崇智(1887-1965 广东番禺)，国民政府委员军委会常委
- 张发奎(1895-1980 广东始兴)，出访欧美考察
- 陈璧君(1890-1959 广东新会)，
- 恩克巴图(1888-1944 内蒙古)，中央政治会议委员蒙藏委员会委员
- 柳亚子(1887-1958 江苏吴江)，国难救护队副主席兼经济部部长
- 蒋作宾(1884-1942 湖北应城)，内政部部长
- 褚民谊(1884-1946 浙江吴兴)，上海中法国立工学院院长
- 程天放(1899-1967 江西新建)，驻德国全权大使
- 胡宗南(1896-1962 浙江安吉)，第一师师长
- 香翰屏(1890-1978 广西合浦)，
- 黄绍竑(1895-1966 广西容县)，浙江省政府主席兼省保安司令
- 宋哲元(1885-1940 山东乐陵)，冀察政务委员会委员长兼河北省政府主席 第三军团总指挥
- 商震(1887-1978 浙江绍兴)，天津警备司令兼天津市市长第三十二军军长
- 邵华(1901-1973 安徽颖上)，中央监察委员会常委 天津市党部常委
- 李煜瀛(1881-1973 河北高阳)，在日内瓦组织国际文化合作委员会中国代表团
- 李烈钧(1882-1946 江西武宁)，国民政府委员军委会委员
- 孙连仲(1893-1990 河北献县)，第二十六路军总指挥
- 薛岳(1896-1998 广东乐昌)，贵州省绥靖公署主任
- 刘镇华(1883-1955 河南巩县)，豫鄂皖边区剿匪总司令 安徽省政府主席兼省保安司令
- 龙云(1884-1962 四川金阳)，云南省政府主席兼第十三路军总指挥
- 李福林(1874-1952 广东番禺)，隐居
- 庞炳勋(1879-1963 河北新河)，第十军团总指挥兼察哈尔省政府委员
- 麦焕章(1889-1940 广西平乐)，监察院监察委员
- 林云陔(1881-1948 广东信宜)，广东省政府主席兼建设厅厅长
- 萧佛成(1862-1940 福建闽侯)，西南执行总部海外党务主任和西南政务委员会常委
- 贺耀祖(1889-1961 湖南宁乡)，驻土耳其公使
- 王子壮(1900-1948 浙江绍兴)，中央监察委员会秘书长 监察院监察委员
- 覃振(1885-1974 湖南桃源)，司法院副院长兼中央公务员惩戒委员会委员长
- 姚大海(1895-     山西万荣)，山西省党务指导委员会委员

候补中央监察委员
- 鲁荡平(1895-1975 湖南宁乡)，北平市党部主任委员、民国大学校长
- 雷震(1897-1979 浙江长兴)，中央政治会议财政专门委员会委员、教育部总务司司长
- 欧阳恪(1895-1941 江西宜黄)，电雷学校教育长
- 王世杰(1890-1981 湖北崇阳)，教育部部长
- 刘文岛(1893-1967 湖北广济)，驻意大利公使
- 李次温(广东梅县)，西京筹备委员会委员
- 何思源(1896-1982 山东荷泽)，山东省政府委员兼教育厅厅长、山东省党部宣传部部长
- 刘守中(1882-1941 陕西富平)，监察院晋陕区监察使
- 谭道源(1888-1946 湖南湘乡)，驻赣第五绥靖区司令官、第二十二军军长
- 彭国钧(1877-1952 湖南安化)，民众训练部委员兼湖北省党务指导员
- 闻亦有(1899-1966 湖北浠水)，中央政治大学教授主计处会计局长
- 邓青阳(1884-1960 广东三水)，西南政务委员会常委
- 张默君(1884-1965 湖南湘乡)，女，考试院工作
- 狄膺(1895-1964 江苏太仓)，立法院立法委员 江苏省党部指导委员
- 唐绍仪(1860-1938 广东中山)，寓居香港
- 杨庶堪(1881-1942 四川巴县)，国民政府委员
- 马麟(1873-1945 甘肃临夏)，青海省政府代理主席
- 郭泰祺(1888-1952 湖北广济)，驻英国特命全权大使

主席团提名，大会通过： 
中央监察委员：
- 章嘉(1890-1957 青海大通)，蒙旗宣化使
- 熊克武(1885-1970 四川井研)，隐居香港
- 安钦(西藏)，西藏活佛 班禅代表
- 秦德纯(1893-1963 山东沂水)，察哈尔省政府委员兼民政厅厅长
- 盛世才(1896-1970 辽宁开原)，新疆边防督办
- 王秉钧(1888-1978 河北邯郸)，中央监察委员会常委 北平东北常务办事处常委
- 司伦
- 王树翰(1874-1955 辽宁沈阳)，军委会北平分会秘书长
- 徐永昌(1887-1959 山西原平)，第三十三军军长
- 张任民(1898-1985 广西柳江)，第四集团军总参谋长

候补中央监察委员
- 崔广秀(1890-1974 广东清远)，财政部琼海关监督
- 潘云超(北京通县)，蒙藏委员会委员
- 何世桢(1895-1972 安徽望江)，上海公共租界临时法院院长
- 胡文燧
- 李绮庵(1882-1950 广东新宁)，侨务委员会委员
- 萧忠贞(1898-1943 湖南石门)，中央民众训练委员会委员兼主任秘书
- 孙镜亚(1888-1954 江西永丰)，
- 陈嘉佑(1881-1937 湖南湘阴)，隐居香港
- 溥侗(1875-1952 吉林长白)，蒙藏委员会委员
- 黄麟书(1893-1997 广东龙川)，广东省政府委员
- 陆幼刚(1894-1983 广东信宜)，广东省政府秘书长
- 杨熙绩(1884-1947湖南常德)，西南政务委员会委员兼设计处处长

1942年修订的《中央监委会组织条例》，设立：
- 秘书处：秘书长王子壮负责。设主任秘书1人、秘书3人
  - 机要室
  - 专员室
  - 审查处 处长王星帆
    - 审议科
    - 督导科

  - 稽核处 处长沈英
    - 中央科
    - 地方科
    - 签登科

  - 总务处 处长刘君著
    - 文书科
    - 事务科

  - 人事室

### 第六届中央监察委员会
1945年5月中国国民党第六次全国代表大会选出：
中央监察委员会常务委员：吴稚晖、张继、王宠惠、邵力子、程天放、林云陔、王秉钧
中央监察委员
- 吴敬恒(1865-1953 江苏武进)，国防最高委员会常委
- 张继(1882-1947 河北沧县)，国民政府委员
- 王宠惠(1881-1958 广东东莞)，国防最高委员会秘书长
- 李宗仁(1891-1969 广西临桂)，汉中行营上将主任
- 邵力子(1882-1966 浙江绍兴)，中央监委常委国民参政会秘书长
- 张发奎(1895-1980 广东始兴)，第二方面军中将司令官
- 王世杰(1890-1981 湖北崇阳)，军事委员会参事室主任
- 张人杰(1877-1950 浙江吴兴)，寓居纽约
- 商震(1887-1978 浙江绍兴)，驻美国军事代表团上将团长
- 孙连仲(1893-1990 河北献县)，第十一战区上将司令长官
- 贺耀祖(1889-1961 湖南宁乡)，重庆市市长
- 秦德纯(1893-1963 山东沂水)，军令部中将次长
- 王子壮(1900-1948 浙江绍兴)，中央财务委员会委员
- 雷震(1897-1979 浙江长兴)，国民参政会副秘书长
- 程天放(1899-1967 江西新建)，中央政治学校教育长兼国防最高委员会常委
- 杨虎(1889-1966 安徽宁国)，中华航业海员特别党部中将主任委员
- 李烈钧(1882-1946 江西武宁)，国民政府委员
- 黄绍竑(1895-1966 广西容县)，第三战区上将司令长官
- 徐永昌(1887-1959 山西原平)，军令部上将部长
- 闻亦有(1899-1966 湖北浠水)，中央政治大学教授主计处会计局长
- 何思源(1896-1982 山东荷泽)，山东省政府主席兼省保安司令
- 薛岳(1896-1998 广东乐昌)，第九战区上将司令长官
- 熊克武(1885-1970 四川井研)，国民政府委员
- 张知本(1881-1976 湖北江陵)，行政法院院长
- 覃振(1885-1947 湖南桃源)，国民政府委员中央公务员惩戒委员会委员长
- 林云陔(1881-1948 广东信宜)，中央审计部部长
- 李敬斋(1889-1987 河南汝南)，河南省教育厅厅长
- 章嘉(1890-1957 青海大通)，国民政府委员蒙旗宣化使
- 刘文岛(1893-1967 湖北广济)，湖北 湖南江西三省宣慰使
- 李福林(1874-1952 广东番禺)，隐居
- 张任民(1898-1985 广西柳江)，广西省保安副司令
- 张默君(1884-1965 湖南湘乡)，女， 考试院工作
- 香翰屏(1890-1978 广西合浦)，闽粤赣边区中将总司令
- 王秉钧(1888-1978 河北邯郸)，中央监察委员会常委热河省党部主任委员
- 李煜瀛(1881-1973 河北高阳)，合编四库学典
- 姚大海(1895-     山系万荣)，察哈尔省财政厅厅长
- 谭道源(1888-1946 湖南湘乡)，湖南省政府委员
- 邓青阳(1884-1960 广东三水)，军事委员会军风纪第四巡察团上将代理主任委员
- 彭国钧(1883-     湖南安化)，国民参政员
- 邵华(1901-1973 安徽颖上)，汉口市党部主任委员
- 龙云(1884-1962 四川金阳)，军事参议院上将院长
- 鲁荡平(1895-1975 湖南宁乡)，河南省政府委员兼教育厅长
- 李嗣璁(1898-1972 山东庆云)，监察委员
- 许崇智(1887-1965 广东番禺)，寓居澳门
- 李次温(广东梅县)，
- 胡庶华(1885-1968 湖南攸县)，三青团中央监察 国民参政员湖南大学校长
- 钮永建(1870-1965 上海松江)，政务官惩戒委员会委员长
- 黄少谷(1901-1996 湖南南县)，军委会政治部副部长
- 李延年(1904-1974 山东广饶)，第三十四集团军中将总司令
- 吴奇伟(1890-1953 广东大埔)，湖南省政府主席
- 祝绍周(1893-1976 浙江杭州)，陕西省政府主席兼省保安司令部中将司令
- 张伯苓(1876-1951 天津)，国民参政会副议长
- 上官云相(1895-1969 山东商河)，第三战区中将副司令长官
- 冯治安(1896-1954 河北故城)，第六战区中将副司令长官兼第三十三集团军总司令
- 刘茂恩(1898-1981 河南巩县)，河南省政府主席兼省警备司令部中将司令
- 尧乐博斯(1889-1971 新疆哈密)，西安行营中将顾问兼川康绥靖公署参赞
- 许孝炎(1900-1980 湖南沅陵)，中央宣传部副部长兼国民参政员
- 蒋梦麟(1886-1964 浙江余姚)，西南联合大学校务常委兼三青团中央监察中国红十字总会会长
- 张厉生(1901-1971 河北乐亭)，内政部部长兼行政院秘书长
- 杨森(1884-1977 四川广安)，第九战区中将副司令长官兼第二十七集团军总司令
- 林蔚(1889-1955 浙江黄岩)，军政部政务次长
- 李永新(1901-1972 辽宁喀喇沁左旗)，中监委常委中央组织委员会边疆党务处处长
- 曾万钟(1894-1968 云南大关)，第一战区中将副司令长官
- 何柱国(1897-1985 广西容县)，第十战区中将副司令长官
- 蒋光鼐(1887-1967 广东东莞)，第七战区中将副司令长官
- 王星拱(1889-1950 安徽安庆)，武汉大学校长兼理学院院长
- 马鸿宾(1884-1960 甘肃临夏)，第十七集团军中将副总司令兼第八十一军军长
- 曹浩森(1886-1952 江西都昌)，江西省政府主席兼省保安司令部中将司令
- 马步芳(1903-1975 甘肃临夏)，青海省政府主席兼第四十集团军中将总司令
- 万耀煌(1891-1977 湖北黄冈)，陆军大学和中央军校上将教育长
- 雷殷(1887-1962 广西邕宁)，党政工作考核委员会委员兼政务处长
- 周碞(1895-1953 浙江嵊县)，第二十六集团军中将总司令
- 周震麟(1875-1964 湖南宁乡)，国民政府委员
- 朱经农(1887-1951 上海宝山)，教育部政务次长
- 谢冠生(1897-1971 浙江嵊县)，司法院副院长
- 范汉杰(1895-1976 广东大埔)，第一战区中将副司令长官兼参谋长
- 王靖国(1891-1952 山西五台)，第十三集团军中将总司令
- 李明扬(1891-1978 安徽萧县)，第十战区中将副司令长官兼长江下游挺进军总司令
- 马法五(1891-1993 河北高阳)，冀察战区中将副总司令兼第四十军军长河北省政府主席
- 张邦翰(1885-1958 云南镇雄)，军委会运输统制局昆明办事处处长云南省驿运处处长
- 唐式遵(1885-1950 四川仁寿)，第三战区上将副司令长官兼第二十三集团军总司令
- 贾景德(1880-1960 山西沁水)，考试院副院长
- 吴南轩(1893-1980 江苏仪征)， 监察院监察委员
- 李梦瘐(1876-1946 吉林农安)，监察院监察委员
- 李培炎(1890-1964 云南宾川)，国民参政会参政员昆明商业银行董事长
- 李树森(1898-1964 湖南湘阴)，三青团中央干事
- 吴鼎昌(1884-1950 浙江吴兴)，国民政府文官长
- 林彬(1893-1958 浙江乐清)，立法委员
- 袁雍(1905-     湖北黄石)，汉口市党部主任委员
- 李肇甫(1887-1950 四川巴县)，四川省政府委员兼秘书长
- 李济深(1885-1959 广西苍梧)，军委会桂林办公厅上将主任
- 张维桢(1912-1997 辽宁北丰)，女考试院会计师考试资格
- 霍揆彰(1901-1953 湖南酃县)，第三方面军中将副司令长官
- 刘伯群(广东增城)，侨务委员会委员
- 刘尚清(1868-1946 辽宁铁岭)，监察院副院长
- 王宪章(1877-1951 黑龙江泰来)， 监察院监察委员
- 宋述樵(1900-     贵州龙里)，中央政治委员会委员
- 陈方(1897-1962 江西石城)，蒋介石侍从秘书
- 崔震华(1886-1971 山东庆云)，战时儿童保育会陪都分会负责人
- 沈宗濂(浙江吴县)，蒙藏委员会委员兼驻藏办事处处长
- 罗良鉴(湖南长沙)，江苏省政府委员
- 郭泰祺(1890-1952 湖北崇阳)，国防最高会议外交委员会主席
- 黄麟书(1893-1997 广东龙川)，广东省教育厅厅长
- 陆幼刚(1894-1983 广东信宜)，广州特别市党部常委

候补中央监察委员
- 胡文灿(1894-     广东开平)，
- 孙镜亚(1888-1954 江西永丰)，
- 李绮庵(1882-1950 广东新宁)，侨务委员会常委
- 崔广秀(1890-1974 广东清远)，第七战区广东北江指挥所主任
- 杨熙绩(1884-1947 湖南常德)，西南政务委员会委员兼设计处处长
- 穆罕默德·伊敏(1898-1964 新疆和田)，中央组织部专员
- 孙震(1892-1985 四川成都)，第五战区上将副司令长官兼第二十二集团军总司令
- 熊斌(1894-1964 湖北黄安)，华北宣抚使
- 李铁军(1901-2003 广东梅县)，第二十九集团军中将总司令
- 格桑泽仁(1905-1946 四川巴塘)，军事委员会中将参议国民参政会参政员
- 刘汝明(1895-1975 河北献县)，第五战区中将副司令长官
- 钟天心(1903-1987 广东五华)，三民主义青年团干事第四战区动员委员会秘书长
- 刘蘅静(1902-1979 广东番禺)，女 国民参政会参政员
- 喜饶嘉措(1883-1968 青海循化)，国民参政员蒙藏委员会副委员长
- 黄建中(1889-1958 湖北随县)，中央干部教育研究部教授兼教育组主任
- 卓衡之(四川华阳)，广州市税务局局长
- 王德溥(1897-1991 辽宁沈阳)，内政部常务次长
- 何联奎(1903-1977 浙江松阳)，中央训练委员会副主任委员
- 王子弦(1895-     湖南浏阳)，监察院监察委员
- 毛炳文(1891-1970 湖南湘乡)，湖南省政府委员兼湘西公署主任
- 赵兰坪(1892-1967 浙江嘉兴)，中央银行顾问
- 陈焯(1898-     浙江奉化)，军统局副局长
- 迪詹瓦(蒙古)，国民参政会参政员
- 刘和鼎(1895-1969 安徽合肥)，第二十一集团军中将副总司令
- 黄天爵(1904-1982 福建海澄)，福建省政府委员 厦门市市长
- 陈固亭(1902-1970 陕西蓝田)，陕西省政府委员兼社会处处长
- 王仲廉(1903-1991 安徽萧县)，第三十一集团军中将总司令
- 张伯谨(1902-1988 河北行唐)，三青团中央干事湖北省教育厅厅长
- 章益(1901-1986 安徽滁州)，复旦大学校长
- 陈大庆(1905-1973 江西崇义)，第十五集团军中将总司令
- 钱用和(1898-1990 江苏常熟)，女 国民参政会参政员
- 张轸(1894-1981 河南罗山)，河南省政府主席兼第二十四集团军中将副总司令
- 叶溯中(1902-1964 浙江永嘉)，国民参政会参政员
- 周福成(1898-1953 辽宁辽阳)，第五十三军中将军长
- 祝秀侠(1907-1986 广东番禺)，中央党部秘书处长兼复旦大学新闻系教授
- 赵仲容(1905-1951 山西崞县)，三青团中央干事
- 曾以鼎(1887-1958 福建福州)，海军参谋长兼江防副总司令
- 刘廉克(1901-1978 辽宁喀喇沁左旗)，热河省教育厅厅长
- 陈绍贤(1907-1985 广东惠来)，湖北省党部主任委员
- 韩德勤(1891-1988 江苏泗阳)，第三战区中将副总司令
- 余成勋(重庆巴县)，四川省政府委员
- 张笃伦(1892-1958 湖北安陆)，西昌行辕主任
- 丁德隆(1904-1996 湖南攸县)， 第三十七集团军中将总司令
- 刘成灿(福建霞浦)，侨务委员会委员

### 1947年7月国民党和三青团合并后
第六届中央执监委员会
- 吴敬恒(1865-1953 江苏武进)，制宪国大主席团成员
- 王宠惠(1881-1958 广东东莞)，国民政府委员
- 李宗仁(1891-1969 广西临桂)，北平行营上将主任
- 邵力子(1882-1966 浙江绍兴)，中央监察常委国民参政会秘书长
- 张发奎(1895-1980 广东始兴)，广州行辕中将主任兼广东绥靖公署主任
- 王世杰(1890-1981 湖北崇阳)，国民参政会主席团主席 外交部部长
- 张人杰(1877-1950 浙江吴兴)，寓居纽约
- 商震(1887-1978 浙江绍兴)，驻日本军事代表团上将团长
- 孙连仲(1893-1990 河北献县)，保定绥靖公署上将主任兼河北省保安司令
- 贺耀祖(1889-1961 湖南宁乡)，组织新亚洲协会
- 秦德纯(1893-1963 山东沂水)，国防部中将代理部长
- 王子壮(900-1948 浙江绍兴)，国民大会行宪代表
- 雷震(1897-1979 浙江长兴)，国民参政会副秘书长国防最高委员会财政专门委员会委员
- 程天放(1899-1967 江西新建)，立法委员中央政治学校教育长兼国防最高委员会常委
- 杨虎(1889-1966 安徽宁国)，中华航业海员特别党部中将主任委员
- 黄绍竑(1895-1966 广西容县)，浙江省政府主席兼省保安司令部上将司令官
- 徐永昌(1887-1959 山西原平)，陆军大学上将校长
- 闻亦有(1889-1966 湖北浠水)，中央政治大学教授主计处会计局长
- 何思源(1896-1982 山东荷泽)，北平特别市市长
- 薛岳(1896-1998 广东乐昌)，总统府上将参军长
- 熊克武(1885-1970 四川井研)，国民政府委员
- 张知本(1881-1976 湖北江陵)，行政法院院长
- 林云陔(1881-1948 广东信宜)，中央审计部部长
- 李敬斋(1889-1987 河南汝南)，行政院政务委员兼地政部部长
- 章嘉(1890-1957 青海大通)，国民政府委员 中国佛教会理事长
- 刘文岛(1893-1967 湖北广济)，闽台清查团团长
- 李福林(1874-1952 广东番禺)，隐居
- 张任民(1898-1985 广西柳江)，广西省保安副司令
- 张默君(1884-1965 湖南湘乡)，女，考试院工作
- 香翰屏(1890-1978 广西合浦)，广州绥靖公署中将副主任
- 王秉钧(1888-1978 河北邯郸)，中央监察常委闽台清查团团员
- 李煜瀛(1881-1973 河北高阳)，合编四库学典
- 姚大海(1895-     山西万荣)，中央监察委员会常委 察哈尔省财政厅厅长
- 邓青阳(1884-1960 广东三水)，立法院立法委员
- [[彭国钧](]1883-1951     湖南安化)，国民参政员
- 邵华(1901-1973 安徽颖上)，天津市党部主任委员
- 龙云(1884-1962 四川金阳)，战略顾问委员会上将副主任
- 鲁荡平(1895-1975 湖南宁乡)，立法委员河南省政府委员兼教育厅厅长
- 李嗣璁(1898-1972 山东庆云)，河北平津热察绥靖清查团团长
- 许崇智(1887-1965 广东番禺)，国民政府顾问
- 李次温(广东梅县)，
- 胡庶华(1885-1968 湖南攸县)，三青团中央监察国民参政员 湖南大学校长
- 钮永建(1870-1965 上海松江)，国民政府资政
- 李延年(1904-1974 山东广饶)，徐州绥靖公署中将副主任兼淮海前线指挥官
- 吴奇伟(1890-1953 广东大埔)，徐州绥靖公署中将副主任
- 祝绍周(1893-1976 浙江杭州)，陕西省政府主席兼省保安司令部中将司令官
- 张伯苓(1876-1951 天津)，国民参议会参议长
- 上官云相(1895-1969 山东商河)，保定绥靖公署中将副主任
- 冯治安(1896-1954 河北故城)，第三绥靖区中将司令官兼行政长官
- 刘茂恩(1898-1981 河南巩县)，河南省政府主席兼省警备总司令部中将总司令
- 许孝炎(1900-1980 湖南沅陵)，中央宣传部副部长兼天津国民时报董事长
- 蒋梦麟(1886-1964 浙江余姚)，国民政府委员中国红十字总会会长
- 张厉生(1901-1971 河北乐亭)，内政部部长
- 杨森(1884-1977 四川广安)，重庆市市长
- 尧乐博斯(1889-1971 新疆哈密)，新疆省哈密区行政督察专员兼保安司令部中将司令
- 林蔚(1889-1955 浙江黄岩)，国防部中将参谋长
- 李永新(1901-1972 辽宁喀喇沁左旗)，中央监察委员会常委 蒙藏委员会委员
- 曾万钟(1894-1968 云南大关)，
- 何柱国(1897-1985 广西容县)，病休
- 蒋光鼐(1887-1967 广东东莞)，衢州绥靖公署上将主任
- 王星拱(1889-1950 安徽安庆)，中山大学校长
- 马鸿宾(1884-1960 甘肃临夏)，西北军政长官公署中将副长官
- 曹浩森(1886-1952 江西都昌)，监察院监察委员
- 马步芳(1903-1975 甘肃临夏)，西北行营中将副主任兼青海省政府主席
- 万耀煌(1891-1977 湖北黄冈)，总统府上将战略顾问
- 雷殷(1887-1972 广西邕宁)，绥靖区政务委员会委员
- 周碞(1895-1953 浙江嵊县)，第六绥靖区中将司令官
- 周震鳞(1875-1964 湖南宁乡)，国民政府顾问
- 朱经农(1887-1951 上海宝山)，上海商务印书馆总经理兼光华大学校长
- 谢冠生(1897-1971 浙江嵊县)，司法院副院长
- 范汉杰(1895-1976 广东大埔)，陆军中将副总司令
- 王靖国(1891-1952 山西五台)，第十兵团中将司令官兼太原守备司令
- 李明扬(1891-1978 安徽萧县)，长江下游挺进军中将总司令
- 马法五(1891-1993 河北高阳)，保定绥靖公署中将副主任
- 张邦翰(1885-1958 云南镇雄)，立法院立法委员云南省党部执行委员兼民政厅厅长
- 唐式遵(1885-1950 四川仁寿)，武汉行营上将副主任
- 贾景德(1880-1960 山西沁水)，行政院副院长
- 吴南轩(1893-1980 江苏仪征)，监察院监察委员
- 李培炎(1890-1964 云南宾川)，国民参政会参政员昆明商业银行董事长
- 李树森(1898-1964 湖南湘阴)，湖南省政府委员兼警务处处长
- 吴鼎昌(1884-1950 浙江吴兴)，制宪国大筹备委员会委员
- 林彬(1893-1958 浙江乐清)，立法院立法委员
- 袁雍(1905-     湖北黄石)，行政院汉口市政治特派员兼军事委员会汉口市军事特派员
- 李肇甫(1887-1950 四川巴县)，四川省政府委员兼秘书长
- 张维桢(1912-1997 辽宁北丰)，女宪政实施促进委员会常委
- 霍揆彰(1901-1953 湖南酃县)，第十六绥靖区中将司令官
- 刘伯群(广东增城)，侨务委员会委员
- 王宪章(1877-1951 黑龙江泰来)，监察院监察委员
- 宋述樵(1900-     贵州龙里)，制宪国民大会代表
- 陈方(1897-1962 江西石城)，全国经济委员会委员文官处政务局局长
- 崔振华(1886-1971 山东庆云)，华北宣慰副使
- 沈宗濂(浙江吴兴)，上海市政府秘书长
- 罗良鉴(湖南长沙)，江苏省政府委员
- 郭泰祺(1890-1952 湖北崇阳)，联合国安全理事会中国首席代表
- 黄麟书(1893-1997 广东龙川)，广东省教育厅厅长珠海大学校长
- 陆幼刚(1894-1983 广东信宜)，广州特别市参议会参议
- 胡文灿(1894-     广东开平)，制宪国民大会代表
- 孙镜亚(1888-1954 江西永丰)，
- 李绮庵(1882-1950 广东新宁)，侨务委员会常委
- 崔广秀(1890-1974 广东清远)，海外党务委员会委员 广州市党部执委
- 穆罕默德·伊敏(1898-1964 新疆和田)，新疆省建设厅厅长
- 孙震(1892-1985 四川成都)，陆军总司令部郑州指挥所上将主任
- 谭平山(1886-1956 广东高明)，三青团中央常务监察
- 李仙洲(1894-1988 山东长清)，第二绥靖区中将副司令官
- 宋志伊(湖南沅陵)，三青团中央监察 三青团中央秘书处长
- 朱光潜(1897-1986 安徽桐城)，北京大学教授文学院代院长
- 刘赞周(1906-     吉林犁树)，中央监察常委 三青团中央监察
- 黄文山(1901-1988 广东台山)，三青团中央监察广东省政府委员
- 傅光海，三青团中央监察 三青团中央秘书处副处长
- 顾锡九(1902-     江苏涟水)，第八十九军中将军长兼苏北第一游击区副总指挥
- 宋恪(1904-     甘肃甘谷)，甘肃省教育厅厅长 三青团中央监察
- 阎伟(内蒙古托克托)，绥远省政府委员 三青团中央监察
- 陶熔(1911-     云南景东)，云南省训练团教育长 三青团中央监察
- 罗又伦(1912-1994 广东梅县)，新编第六军第二0七师师长
- 白瑜(1898-     湖南华容)，三青团中央监察 制宪国民大会代表
- 张明(1915-     江苏南通)，女 三青团中央监察 财政部田赋粮食管理委员会督导专员
- 张元良(1902-1950 四川合川)，重庆绥靖公署政治部中将副主任
- 陈苍正(1912-     浙江黄岩)，浙江省党部常务监察委员 三青团中央监察
- 洪轨(1907-     江西乐平)，江苏省财政厅厅长
- 王元辉(四川灌县)，四川省保安处处长 三青团中央监察
- 刘公武(1903-1988 湖南华容)，三青团中央监察湖南省政府秘书长兼民政厅厅长
- 左铎(湖北)，三青团中央监察
- 孟昭瓒(1904-     河南舞阳)，河南省财政厅厅长 三青团中央监察
- 卢孰竟(1914-     安徽庐江)，女 三青团中央监察
- 黄璞心
- 张民权(1903-1992 广东五华)，三青团中央监察三青团中央视导室主任
- 阿哈孜 三青团中央监察
- 夏克勤
- 陈宗蓥(1903-1969 江西永新)，三青团中央监察中山医学院院长
- 廖世承(1892-1970 上海嘉定)，光华大学副校长兼附中校长
- 管泽良(1908-2001 湖北蕲春)，湖北省立农学院院长 三青团中央监察
- 方叔轩 三青团中央监察
- 梁贞
- 罗香林(1906-1978 广东兴宁)，三青团中央监察
- 陈颐1899-(福建仙游)，三青团中央监察 中央政治考核委员会委员
- 甘若思三青团中央监察
- 朱雯三青团中央监察
- 罗泽恺(1903-1994 湖南常德)，国防部第三厅中将厅长
- 胡素(1899-1978 江西清江)，三青团中央监察青年军第九军中将副军长
- 童怀政(陕西长安)，三青团中央监察
- 李曼瑰(1906-1975 广东台山)，中央监察常委立法委员
- 黄佩兰(1908-1962 广东番禺)，三青团中央监察
- 伍天生( 广东)， 三青团中央监察 制宪国民大会侨民代表
- 李炳瑞(1907-1956 广东台山)，立法委员行政院新闻处驻华盛顿办事处主任
- 李世军(1902-1989 甘肃静宁)，中央监察委员会常委 三青团中央监察
- 李荷(1910-     天津蓟县)，北平临时大学训导长 三青团中央监察
- 熊斌(1894-1964 湖北黄安)，北京市市长
- 李铁军(1901-2003 广东梅县)，第五兵团中将司令官

候补中央监察委员
- 刘汝明(1895-1975 河北献县)，郑州绥靖公署中将副主任兼第四绥靖区司令官
- 钟天心(1903-1987 广东五华)，立法院立法委员
- 刘蘅静(1902-     广东番禺)，女 中央党部妇女运动委员会主任委员
- 喜饶嘉措(1883-1968 青海循化)，国民参政员蒙藏委员会副委员长
- 卓衡之( 四川华阳)，广州市税务局局长
- 王德溥(1897-1991 辽宁沈阳)，内政部常务次长
- 王子弦(1895-     湖南浏阳)，制宪国民大会筹备委员会秘书处副处长
- 毛秉文(1891-1970 湖南湘乡)，湖南省政府委员兼湘西公署主任
- 赵兰坪(1892-     浙江嘉兴)，中央银行顾问
- 陈焯(1898-     浙江奉化)，北平特别市警察局局长
- 迪鲁瓦(蒙古)，国民政府委员会顾问
- 刘和鼎(1895-1969 安徽合肥)，第二十一集团军副总司令
- 黄天爵(1904-     福建海澄)，福建省政府委员 厦门市市长
- 陈固亭(1902-1970 陕西蓝田)，陕西省政府委员兼社会处处长
- 王仲廉(1903-1991 安徽萧县)，第四兵团中将司令官
- [[张伯谨v1902-1988 河北行唐)，北京市副市长兼三青团北平、天津支团干事长
- 章益(1901-1986 安徽滁州)，复旦大学校长
- 陈大庆(1905-1973 江西崇义)，首都卫戌司令部中将副司令官
- 钱用和(1898-     江苏常熟)，女 制宪国民大会代表
- 张轸(1894-1981 河南罗山)，第五绥靖区中将司令官兼河南省政府主席
- 叶溯中(1902-1964 浙江永嘉)，中央党部文化运动委员会副委员长
- 周福成(1898-1953 辽宁辽阳)，第八兵团中将司令官兼第五十三军军长
- 祝秀侠(1907-1986 广东番禺)，广州市政府秘书长
- 曾以鼎(1887-1958 福建福州)，
- 刘廉克(1901-1978 辽宁喀喇沁左旗)，热河省政府代理政府主席
- 陈绍贤(1907-1985 广东惠来)，制宪国民大会代表广东省政府委员
- 韩德勤(1891-1983 江苏泗阳)，徐州绥靖公署主任
- 余成勋(重庆巴县)，四川省政府委员
- 张笃伦(1892-1958 湖北安陆)，湖北省政府主席
- 丁德隆(1904-     湖南攸县)，西北绥靖公署干训团中将副团长
- 刘成灿(福建霞浦)，侨务委员会委员
- 陆翰芹(浙江)， 行政院善后救济总署分配厅厅长
- 王维墉(甘肃通渭)，甘肃省第七区行政督察专员兼保安司令
- 郭维屏(1902-1981 甘肃武山)，甘肃省参议会副议长
- 周文化(1915-     湖北浠水)，内政部调查局湖北调查处处长
- 徐量如三青团中央候补监察
- 薛纯德三青团中央候补监察
- 罗文谟(1904-1950 四川荣县)，三青团中央候补监察 华西大学艺术教授
- 张超(1910-     上海松江)，福建第四行政督察专员兼保安司令 三青团福建支团常务监事
- 王文俊(1902-1957 湖北黄冈)，湖北省教育厅长
- 谢玉裁(1907-     广东东莞)，广东省党部主任委员
- 黄通(1907-     江苏海门)，南京市党部书记长兼南京中央大学副教授
- 罗正亮(1912-     湖南浏阳)，湖南省党部常委 湖南省参议会参议员
- 刘葆瑛( 福建惠安)，女 三青团中央候补监察
- 帕拉提 (三青团中央候补监察
- 陈志明(1901-1982 四川西昌)，三青团中央候补监察 中央警官学校教授
- 欧阳樊

1950年8月7日，中央监察委员会停止职权，中央監察委員會秘書處業務移交给中央改造委員會紀律委員會。